# Batman: Death in the Family
Batman: Death in the Family es un cortometraje interactivo animado estadounidense de 2020 basado en la historieta del mismo nombre. Es una continuación de la película Batman: Under The Red Hood (2010) y se lanzó en Blu-ray y DVD el 13 de octubre de 2020.
Está dirigida, escrita y producida por Brandon Vietti, bajo la producción de Warner Bros. Animation.

## Argumento
Creyendo que Jason Todd se está volviendo demasiado agresivo en su lucha contra el crimen, Batman decide suspenderlo de sus deberes activos como Robin, enojado, Jason abandona a Batman y deja Gotham City. Los dos terminan reuniéndose en Bosnia para luchar contra Ra's al Ghul y el Joker, que están trabajando juntos para robar suficiente uranio para crear bombas sucias radiactivas. Mientras Batman evita que los hombres de Ra's al Ghul lleven el uranio a través de la frontera, el Joker captura a Robin y lo golpea brutalmente con una palanca, dejándolo morir en el almacén que está preparado para explotar. En este punto, el espectador decide si Robin muere, engaña a la muerte o es salvado por Batman.

### Robin muere
Si Robin muere, los eventos de Batman: Under The Red Hood se desarrollan de forma natural. Un Ra's al Ghul lleno de culpa usa el Pozo de Lázaro para resucitar a Jason, quien se convierte en Red Hood y libra una guerra contra Batman y Máscara Negra, lo que finalmente lleva a Máscara Negra a liberar al Joker del Manicomio Arkham. Red Hood captura al Joker y obliga a Batman a decidir entre matar al Joker o a él. Batman logra evitar matar a cualquiera de ellos, pero Red Hood desaparece. Bruce ofrece un resumen de los eventos a Clark Kent, quien elogia a Bruce por su valentía al enfrentarse a sus demonios internos y le ofrece su ayuda para encontrar a Jason.

### Robin engaña a la muerte
Jason sobrevive a la explosión, pero está gravemente herido, lo que requiere que le cubran la cara con vendajes. También está gravemente traumatizado y culpa a Batman por su difícil situación. Se pone un nuevo traje de Robin mientras mantiene las vendas en la cabeza y se convierte en un violento justiciero que asesina brutalmente a varios criminales de Gotham, como Cheetah, Riddler y Máscara Negra. Finalmente, Talia al Ghul lo encuentra, quien se ofrece a ayudarlo a encontrar y matar al Joker a cambio de que Jason acepte criarla a ella y al hijo pequeño de Bruce, Damian. Jason está de acuerdo, planeando en secreto volver a Damian en contra de sus padres biológicos.

### Batman salva a Robin
A diferencia de las otras dos opciones, esta versión ofrece múltiples rutas de ramificación. Batman logra sacar a Robin del almacén, pero la explosión lo mata. Con sus últimas palabras, intenta convencer a Jason de que no mate al Joker y sea fuerte por su familia. Jason, Alfred y Barbara Gordon ponen a Bruce a descansar junto a sus padres, y Dick Grayson sucede a Bruce como Batman. Luego, el espectador tiene que decidir si Jason elige mata al Joker.

#### Matar al Joker
Jason va a un restaurante local y encuentra al Joker, que ahora tiene una nueva apariencia y está intentando comenzar su vida de nuevo. Extrañando a su viejo enemigo, le cuenta a Jason la misma broma que le contó a Batman después de dispararle a Barbara Gordon en la columna vertebral. Jason revela su identidad repitiendo las palabras de despedida que el Joker le dijo en el almacén antes de apuñalar al villano hasta la muerte. Poco después, dos policías de GCPD llegan para arrestar a Jason. El espectador tiene entonces la opción de determinar si se entrega o escapa.
- Si Jason se entrega, se le condena a cadena perpetua. Abraza su personaje de "Pájaro de Celda" para poder servir a su propia forma de justicia en el interior.
- Si Jason escapa, se convierte en un antihéroe conocido como Red Robin y comienza un alboroto asesino contra los criminales de Gotham (los mismos que mata en la opción "Robin engaña a la muerte"). Finalmente, lucha contra Dos Caras en un centro comercial. Después de ganarle a Red Robin, Dos Caras lanza su moneda para determinar el destino de Red Robin. El espectador puede decidir en qué lado aterriza la moneda:
  - Si aterriza en el lado malo, Dos Caras decide perdonar a Red Robin, ya que cree que dejar que Jason viva con lo que se ha convertido es un destino peor que la muerte. Efectivamente, Jason está atormentado por la culpa por lo que ha hecho y se retira de la lucha contra el crimen.
  - Si aterriza en el lado bueno, Dos Caras decide matar a Red Robin, ya que cree que le estaría haciendo un favor a Gotham. Sin embargo, antes de que pueda hacerlo, un joven Tim Drake lo salva. Tim convence a Jason de que no mate a Dos Caras recordándole las últimas palabras de Batman. Jason finalmente cambia sus caminos, regresa a la BatiFamilia y adopta a Tim como su nuevo compañero, Bat Kid.

#### Atrapar al Joker
Jason intenta cumplir su promesa a Bruce de no matar a los criminales con los que lucha. Para atraer la atención del Joker, Jason adopta la personalidad anterior de Red Hood del Príncipe Payaso del Crimen y libra una guerra sangrienta en el inframundo criminal de Gotham. Finalmente logra sacar al Joker de su escondite y lo derrota en una pelea. El Joker está encantado por lo que Jason se ha convertido y dice que Jason es ahora más su sucesor que Batman. Jason, que ha estado reprimiendo sus recuerdos de matar criminales, de repente se da cuenta de lo que ha hecho. El espectador puede decidir una vez más si Jason elige matar al Joker o no.
Independientemente de la opción elegida, Red Hood se convierte en un fugitivo buscado y es perseguido por la policía y Dick. Una noche, en lo alto de una torre de Industrias Wayne, Jason se enfrenta a Talia y a un Bruce Wayne vivo. Talia revela que resucitó a Bruce con el Pozo de Lázaro, pero él se volvió loco en el proceso y solo puede decir "Zur-En-Arrh". Ella le ofrece a Jason la oportunidad de unirse a ellos en la Liga de Asesinos, pero él se niega y lucha contra Batman. El espectador puede decidir si Jason lucha a muerte con Batman o intenta salvarlo.
- Si Jason pelea con Batman hasta la muerte, Jason hiere fatalmente a Batman con su cuchillo, lo que lleva a Bruce a activar una bomba oculta que mata a Jason, Talia y a él mismo.
- Si Jason intenta salvar a Batman, Jason prueba a Bruce y derrota a Talia. Dick llega poco después y lleva a Bruce y Jason de regreso a la Mansión Wayne. Barbara Gordon regresa a la lucha contra el crimen como el "Oráculo" de Dick, mientras Jason hace una pausa para recuperarse del trauma. Bruce está encerrado en la Baticueva mientras la BatiFamilia intenta encontrar una manera de curarlo de los efectos del Pozo de Lázaro.

## Reparto
- Bruce Greenwood como Bruce Wayne/Batman
- Vincent Martella como Jason Todd/Robin/Red Robin/Red Hood
- John DiMaggio como el Joker y Thomas Wayne
- Gary Cole como el Comisionado James Gordon y Dos Caras
- Nick Carson como el joven Bruce Wayne y Tim Drake
- Zehra Fazal como Talia al Ghul
- Nolan North como Clark Kent

## Producción
Los exalumnos de Batman: la serie animada Kevin Conroy (Batman) y Mark Hamill (el Joker) se burlaron de la producción de una adaptación animada de A Death in the Family durante un panel en la Fan Expo de Canadá en 2016. Una película interactiva basada en el cómic fue lanzada el 13 de octubre de 2020 que también sirve como continuación de la película Batman: Under The Red Hood con el elenco de la última película repitiendo sus papeles (con la excepción de Jensen Ackles como Red Hood, dejando a Vincent Martella para retratarlo en todo).